# Fritz Pilz
Pour les articles homonymes, voir Pilz.
Fritz Pilz (né le 26 septembre 1927 à Schladming, mort le 14 janvier 2016) est un sculpteur autrichien.

## Biographie
Pilz suit une formation de céramiste et va à la HTBLA Hallein. De 1950 à 1954, il étudie la sculpture à l'académie des beaux-arts de Vienne auprès de Fritz Wotruba. En 1957, il épouse Margot. Il est membre de la Sécession viennoise.
À ses débuts, il a un style pas vraiment figuratif puis va vraiment dans l'abstraction, mais s'inspire cependant des formes naturelles avec la matière du bois et de la pierre.
En 2009, il prévoit de donner son héritage à la ville de Vienne.